# Nupserha antinorii
Nupserha antinorii là một loài bọ cánh cứng trong họ Cerambycidae.